# 戦没した船と海員の資料館
戦没した船と海員の資料館（せんぼつしたふねとかいいんのしりょうかん）は、兵庫県神戸市中央区海岸通にある資料館（海洋博物館）である。

## 歴史
2000年8月15日に開館した。太平洋戦争時に戦没した船舶(軍艦および艦艇は除く)と、その船員のデータを収集、公開、展示している日本で唯一の資料館である。

## 展示
7,000隻を超える戦没した民間船のうち、1,000隻超の写真などをパネル展示(写真が発見されていない船は船名のみ展示)している。この他、船舶画、船舶模型、戦没した船舶から回収された物なども多数を展示している。

## 利用案内
- 入館料 - 無料
- 休館日 - 土曜日、日曜日
- 開館時間 - 午前10時から午後4時(入館は午後3時30分まで)